# Confessions helvétiques

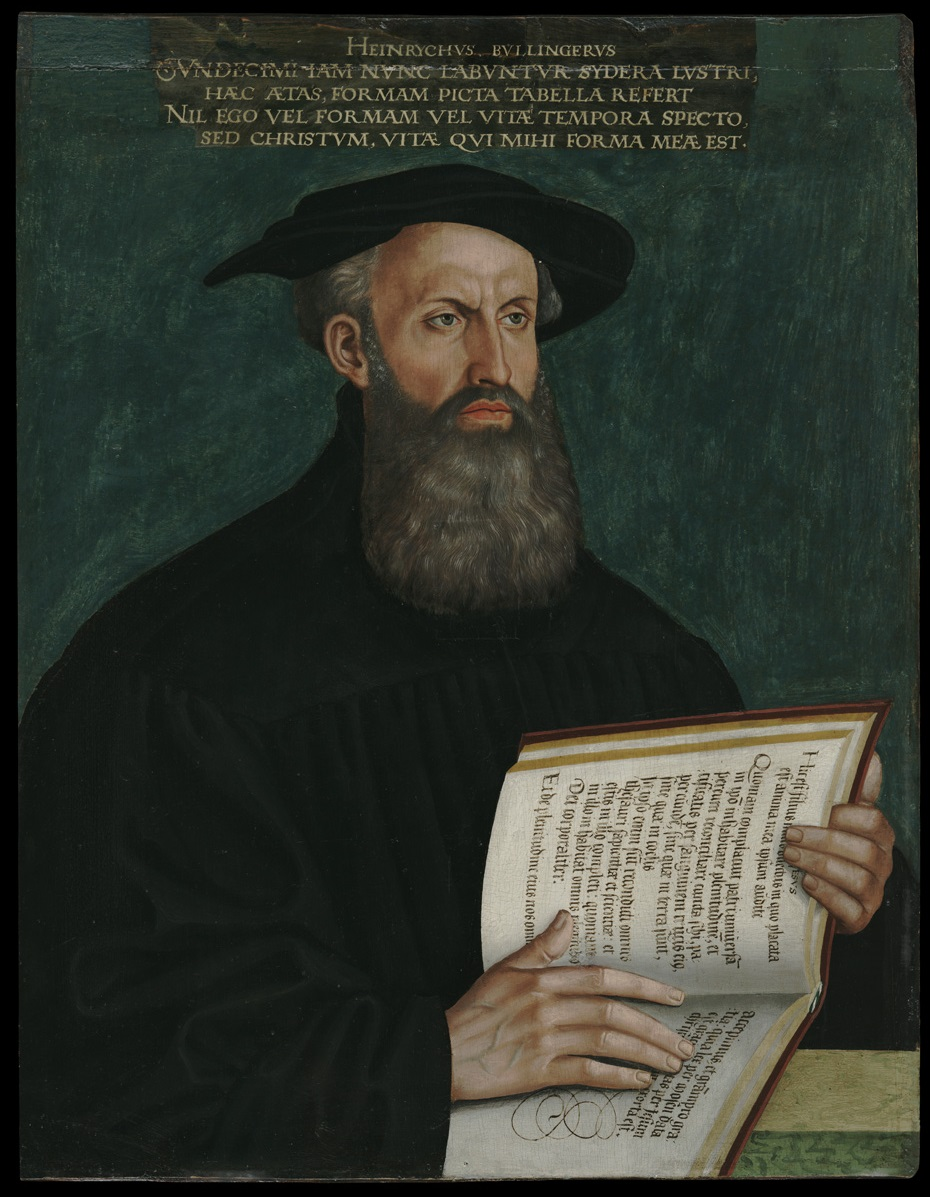
Heinrich Bullinger, le rédacteur de la confession helvétique postérieure.

Les confessions helvétiques sont deux documents religieux exprimant les croyances communes des Églises réformées de Suisse.
La Première Confession helvétique (en latin Confessio Helvetica Prior), connue aussi sous le nom de Deuxième Confession bâloise, fut formulée à Bâle en 1536 par Heinrich Bullinger et Leo Jud de Zurich, Caspar Megander de Berne, Oswald Myconius et Simon Grynaeus de Bâle, Martin Bucer et Wolfgang Capiton de Strasbourg, avec d'autres représentants de Schaffhouse, Saint-Gall, Mulhouse et Bienne. La première ébauche du document fut écrite en latin et les délégués zurichois s'opposèrent à sa phraséologie luthérienne. La traduction allemande de Leo Jud fut cependant acceptée par tous, et après qu'Oswald Myconius et Simon Grynaeus eurent modifié la forme latine, les deux versions furent approuvées et adoptées le 26 février 1536. Cette confession tentait de trouver un compromis avec la doctrine luthérienne sans oublier pour autant son ascendance zwiglienne. Il s'agissait en effet au départ, pour les Églises réformées concernées, de définir une position commune alors que Martin Bucer cherchait un compromis avec Martin Luther à propos de l'eucharistie. 
La Confession helvétique postérieure (en latin Confessio Helvetica Posterior) fut écrite par Heinrich Bullinger en 1562 et révisée en 1564, en tant que credo personnel. Elle retint l'attention du comte palatin du Rhin Frédéric III, qui la fit traduire et publier en allemand. Elle exerça une certaine emprise sur les Églises suisses, lesquelles avaient trouvé la Première Confession trop brève et trop luthérienne. Elle fut adoptée par les Églises réformées non seulement en Suisse (en 1566), mais aussi en Écosse la même année, en Hongrie (en 1567), en France (en 1571), en Pologne (en 1578), et avec le catéchisme de Heidelberg, elle constitue la confession la plus généralement admise dans les Églises réformées.